# Zenedráma
A zenedráma a német Musikdrama tükörfordítása (nem azonos az olasz dramma per musica kifejezéssel, mely tulajdonképpen operát jelent), Wagner összművészeti törekvéseihez (Gesamtkunstwerk) kapcsolódó fogalom, olyan zenés színpadi alkotás, amelyben az opera hagyományos zárt számainak körvonalai feloldódnak, és a szöveg, énekhang, zene összefonódik a színpadi cselekményt értelmező vezérmotívumos szerkesztéssel. Az énekhangok a zenekar sűrű szövedékébe ágyazódnak. A cselekmény drámai sodrásának elsőbbsége nem szünteti meg a zenei folyamat öntörvényűségét, mindössze új zenei formáláselvek kikristályosodását segíti elő. A tematikus anyag zenekari bemutatása, illetve feldolgozása egy gyökerű azzal a változással, ahogyan a klasszikus szimfónia témacsoport elve a szimfonikus költemény műfajában átalakult.
Wagner műveiben a korábban már Monteverdi és Gluck által is megfogalmazott drámai esztétikai elsőbbséget hangsúlyozta a zene fölött és így jutott el az összművészet (Gesamtkunstwerk) fogalmáig, mely tulajdonképpen - bár nem azonos azzal sem ő, sem a művei - sok esetben az ő zenedrámáit jelöli. A fogalmat először Művészet és forradalom című 1849-es esszéjében használta először. A Gesamtkunstwerk fogalma, amelynek bevezetése heves vitákat váltott ki, a maga tekintetében duplán értelmezhető. Lehet semmitmondó, abban az esetben ha csak annyit mond, hogy a zenés drámában a költői szöveg és a színpadi cselekmény nem jelmezes koncert puszta ürügye, hanem a zenével együtt és azzal kölcsönhatásban a dráma szerves része. De lehet fellengzős is, amennyiben annyit jelent, hogy az egymástól elszigetelt részművészetek addigi története csupán hanyatlásuk története és a költészet, zene és festészet kiteljesedését és voltaképpeni jelentését csak a zenedráma alkotóelemeként, az antik tragédia restaurációjaként felfogott szintézisben érheti el.
A zenedráma helytálló kifejezés Muszorgszkij színpadi műveinek elemzésekor is, amelyek számos vonásukban eltérnek a hagyományos operáktól, lényegileg különböznek azonban Wagner elgondolásától is.